# Rhipidogammarus triumvir
Rhipidogammarus triumvir is een vlokreeftensoort uit de familie van de Gammaridae. De wetenschappelijke naam van de soort is voor het eerst geldig gepubliceerd in 1985 door Notenboom.